# Lycosa erjianensis
Lycosa erjianensis är en spindelart som beskrevs av Yin och Zhao 1996. Lycosa erjianensis ingår i släktet Lycosa och familjen vargspindlar. Inga underarter finns listade i Catalogue of Life.